# Zapadnaja Dvina (město)
Zapadnaja Dvina (rusky Западная Двина) je město ve Tverské oblasti v Ruské federaci. Při sčítání lidu v roce 2010 měla přes devět tisíc obyvatel.

## Poloha a doprava
Zapadnaja Dvina leží na jihozápadním okraji Valdajské vrchoviny převážně na pravém, západním břehu stejnojmenné řeky. Od Tveru, správního střediska oblasti, je vzdáleno přibližně 320 kilometrů jihozápadně.
Přes město prochází železniční trať z Moskvy do Rigy a také dálnice M9.

## Dějiny
Západní Dvina byla založena v roce 1900 v souvislosti se stavbou železnice z Moskvy do Vindavy. Pojmenována byla podle řeky, u které leží. V roce 1927 získala status sídla městského typu a od roku 1937 je městem.
Za druhé světové války byla Zapadnaja Dvina 6. října 1941 obsazena německou armádou a jednotky Severozápadního frontu Rudé armády ji dobyly zpět 21. ledna 1942.